# Carus
Marcus Aurelius Carus (asi 224 Narbo, Galie – červenec či srpen 283 poblíž Ktésifóntu, Mezopotámie) byl římský císař vládnoucí v letech 282–283 spolu se svými syny Carinem a Numerianem.

## Původ a kariéra
O Carově původu a kariéře podává větší množství informací pouze Historia Augusta, nepříliš důvěryhodný pozdně antický pramen, jehož svědectví označuje moderní historiografie téměř kompletně za fikci. Z ostatních dokladů je možné odvodit, že Carus pocházel z provincie Narbonensis v jižní Galii, že císař Probus ho ustanovil prefektem pretoriánů a že někdy před rokem 282 mu byl propůjčen konzulát (consul suffectus). Jméno jeho manželky není nikde uváděno.

## Proklamace za císaře
K provolání Cara za císaře došlo v srpnu nebo v září 282 v horním Podunají – buď v Raetii, či v Noriku. Podle kronikáře Zonary se to stalo proti pretendentově vůli, informace, která dnes bývá zpravidla zpochybňována, neboť ji nepotvrzují jiné prameny. Lze soudit, že Carus měl původně za úkol bránit exponovanou dunajskou hranici před vpády germánských kmenů a že svou revoltou císaře Proba, který právě pobýval v Panonii, zcela zaskočil. V září či v říjnu byl Probus poblíž Sirmia zavražděn, poté co jednotky vyslané k potlačení uzurpace přešly na Carovu stranu. Tím skončil krátký mocenský zápas v impériu.

## Vláda
Stejně jako jeho předchůdce na trůně postupoval Carus po převzetí vlády velmi energicky. Neztrácel čas, využil jednotek shromážděných na Balkáně k válce proti Sarmatům a koncem roku 282 nechal prohlásit oba své syny, Carina a Numeriana, za caesary. Na jaře 283 pověřil Carina, který byl současně povýšen na augusta, správou západních provincií, zatímco sám spolu s Numerianem zahájil tažení proti perskému králi Bahrámu II., jehož říše byla oslabena vnitřními nepokoji.
Válka, jejímž cílem bylo odčinit řadu porážek ze čtyřicátých a padesátých let, probíhala zprvu plně pod taktovkou Římanů. Carus pronikl hluboko do nitra Mezopotámie, dobyl perské hlavní město Ktésifón a donutil Bahráma II., aby oblast vyklidil. Potom se však postup zastavil a Carus, který mezitím přijal vítězné příjmení Persicus maximus, za nejasných okolností zahynul. Podle některých pramenů ho zabil blesk, podle jiných zemřel na nemoc nebo byl zavražděn. Jeho vláda trvala jen deset měsíců a pět dní.